# Rand Holmes
Pour les articles homonymes, voir Holmes.
Randolph H. Holmes, dit Rand Holmes (né le 22 février 1942 à Truro et décédé le 15 mars 2002 à Nanaimo) est un auteur de bande dessinée underground canadien.

## Biographie
Rand Holmes voit le jour à Truro (Nouvelle-Écosse) et passe son enfance en Alberta à Edmonton. Marié jeune, il gagne sa vie en peignant des enseignes et cultive un intérêt pour les comics. À 22 ans, deux de ses planches sont publiées dans le magazine Help! de Harvey Kurtzman.
Au cours d'un voyage en Colombie-Britannique en 1967, il s'intéresse à la contre-culture et s'établit à Vancouver l'année suivante. Il commence à publier dans le journal hippie radical de cette ville, Georgia Straight, des strips mettant en scène le hippie Harold Hedd. Les aventures de ce personnage sont souvent liées aux événements réels et elles mettent en scène des personnalités telles que le maire de Vancouver Tom Campbell, anti-drogues et anti-hippies, et le premier ministre Pierre Trudeau.
Un séjour à San Francisco en 1973 renforce ses liens avec le milieu américain, notamment par ses publications chez Last Gasp. Cependant, Holmes garde des attaches au Canada où il dessine des dizaines de couvertures pour le Georgia Straight et contribue à des comics tels que White Lunch Comix, Slow Death et Fog City Comics.
En 1982, Holmes s'installe avec sa seconde femme, Martha, sur l'île de Lasqueti. Il continue à dessiner et commence à peindre des tableaux surréalistes avec des techniques traditionnelles. Chacune de ces peintures lui demande plusieurs mois de réalisation et il refuse ensuite de leur donner un titre, pour en préserver le contenu visuel.
Il décède en 2002, alors qu'il était traité pour un lymphome de Hodgkin.

## Son œuvre
Le travail de Rand Holmes se distingue de celui de ses homologues du milieu underground de l'époque par sa mise en scène riche et méticuleuse, et par son trait précis, inspiré de Wally Wood, qui a bercé son enfance.
La satire qu'il développe est sophistiquée, malgré ses atours scabreux. En réaction à l'acharnement de la brigade des mœurs contre le Georgia Staight, il est le fer de lance du journal dans sa lutte contre la censure.
Le succès des aventures d'Harold Hedd s'explique par son aspect de « cousin canadien des Freak Brothers », mais aussi par son engagement plus virulent. C'est également le premier héros populaire originaire de Vancouver.
Le guitariste de Grateful Dead, Jerry García en était un grand admirateur. Il commande notamment à Holmes la réalisation du deuxième numéro du comic Grateful Dead.

## Publications en français
Aventures de Harold Hedd
- La Coke du Fuhrer
- Marijuana à Tijuana

Science-fiction et fantastique
- Chères Fraîches
- Planètes pas nettes

## Publications en anglais
- Rand Holmes: The Collected Adventures of Harold Hedd [compilation format tabloïd de parutions dans le Georgia Straight]; The Georgia Straight, 1972. Re.: Last Gasp Eco-Funnies, 1973. 36 p..

Avec 34 (?) adventures de Harold Hedd (1 p.)
- (Anus Clenching Adventure with) Harold Hedd, Vol. 2; Last Gasp Eco-Funnies, September, 1973. 36 p.

Avec « Police Should be Obscene and Not Absurd » (1 p.) et « Wings over Tijuana » (33 p.)
- Harold Hedd in  « Hitler's Cocaine » [2-part mini-series] # 1, 36 p., 1984.

Avec « Hitler's Cocaine » (26 p.)
- Harold Hedd in « Hitler's Cocaine » # 2, 36 p. 1984.

Avec « Hitler's Cocaine » (30 p.)
Et, 
- Rand Holmes: Cover, « Baldric the Barbarian » (7 p.), « Vegetable of the Week » (1 p.); White Lunch Comix # 1, 1972. Rip Off Press
- « Harold Headd's Bike Song » (2 p.) , « Harold Hedd » (2 p.); All Canadian Beaver Comics. The Georgia Straight, 1973.
- Cover, « Museum Piece » (12 p.); Slow Death # 5, April 1973. Last Gasp
- Cover, « Raw Meat » (8 p.); Slow Death # 6, January 1974. Last Gasp
- Cover, «An (im) al Antics » (8 p.); Fog City Comics, # 1, September 1977. Stampart
- « Killer Planet » (10 p.), « Close Encounters of the T*rd Kind » (1 p.); Fog City Comics # 2, October 1978. Stampart
- « And Here He is: The Artist Himself » (7 p.), 3 p. illustrations, backcover; Fog City Comics # 3, June 1979. Stampart
- avec Bruce Jones (script): « Speed Demons »; Twisted Tales # 2, April 1983. Pacific Comics
- avec Bruce Jones (script): « Banjo Lessons »; Twisted Tales # 5 October 1983. Pacific Comics
- avec Jan Strnad (script): « Stoney End »; Alien Worlds # 8, November 1984. Pacific Comics
- « Latex Love » (6 p.), « Carrotoons » (1 p.); Snarf # 11, February 1989. Kitchen Sink Press

## Récompenses
En 2005, Holmes est ajouté à titre posthume au temple de la renommée de la bande dessinée canadienne, parmi d'autres grands noms de la bande dessinée canadienne. En 2007, il est ajouté à celui des Prix Doug Wright, qui l'élèvent au rang de « Géant du Nord »,.